# العلاقات الفرنسية اللوكسمبورغية
العلاقات الفرنسية اللوكسمبورغية هي العلاقات الثنائية التي تجمع بين فرنسا ولوكسمبورغ.

## مقارنة بين البلدين
هذه مقارنة عامة ومرجعية للدولتين:
| وجه المقارنة                                              | فرنسا                                                    | لوكسمبورغ                                                     |
| --------------------------------------------------------- | -------------------------------------------------------- | ------------------------------------------------------------- |
| المساحة (كم2)                                             | 643.80 ألف                                               | 2.59 ألف                                                      |
| عدد السكان (نسمة)                                         | 67.12 مليون                                              | 599.45 ألف                                                    |
| الكثافة السكانية (ن./كم²)                                 | 104.26                                                   | 231.45                                                        |
| العاصمة                                                   | باريس                                                    | لوكسمبورغ                                                     |
| اللغة الرسمية                                             | لغة فرنسية                                               | اللغة اللوكسمبورغية، لغة فرنسية، اللغة الألمانية              |
| العملة                                                    | يورو، فرنك س ف ب، فرنك فرنسي، Livre tournois ‏            | يورو، فرنك لوكسمبورغ                                          |
| الناتج المحلي الإجمالي (بليون دولار)                      | 2.58 تريليون                                             | 62.40 مليار                                                   |
| الناتج المحلي الإجمالي (تعادل القوة الشرائية) بليون دولار | 2.87 تريليون                                             | 58.13 مليار                                                   |
| الناتج المحلي الإجمالي الاسمي للفرد دولار أمريكي          | 36.20 ألف                                                | 101.45 ألف                                                    |
| الناتج المحلي الإجمالي للفرد دولار أمريكي                 | 39.33 ألف                                                | 101.93 ألف                                                    |
| مؤشر التنمية البشرية                                      | 0.888                                                    | 0.892                                                         |
| رمز المكالمات الدولي                                      | +33                                                      | +352                                                          |
| رمز الإنترنت                                              | .fr، .bzh ‏، .tf، .re، .wf، .yt، .pm، .paris              | .lu                                                           |
| المنطقة الزمنية                                           | أوروبا/باريس ‏، توقيت وسط أوروبا، توقيت وسط أوروبا الصيفي | توقيت وسط أوروبا، ت ع م+01:00، ت ع م+02:00، أوروبا/لوكسمبورج ‏ |

## مدن متوأمة
في ما يلي قائمة باتفاقيات التوأمة بين مدن فرنسية ولوكسمبورغية:
- ترتبط بوتو (فرنسا) مع إيش سوغ ألزيت باتفاقية توأمة منذ 1955.
- ترتبط ليل مع إيش سوغ ألزيت باتفاقية توأمة منذ 1988.
- ترتبط كابورج مع Mondorf-les-Bains [الإنجليزية]‏ باتفاقية توأمة.
- ترتبط كومبيين مع Vianden [الإنجليزية]‏ باتفاقية توأمة منذ 1962.
- ترتبط Longwy [الإنجليزية]‏ مع ديفردانج باتفاقية توأمة منذ 1979.
- ترتبط Manom [الإنجليزية]‏ مع دوديلانج باتفاقية توأمة.
- ترتبط غرانفيل مع Niederanven [الإنجليزية]‏ باتفاقية توأمة.
- ترتبط Longuyon [الإنجليزية]‏ مع Walferdange [الإنجليزية]‏ باتفاقية توأمة.
- ترتبط Hayange [الإنجليزية]‏ مع ديكيرش باتفاقية توأمة.
- ترتبط متز مع لوكسمبورغ باتفاقية توأمة منذ 1 ديسمبر 2001.

## منظمات دولية مشتركة
يشترك البلدان في عضوية مجموعة من المنظمات الدولية، منها:
| علم المنظمة | اسم المنظمة                               | تاريخ انضمام فرنسا | تاريخ انضمام لوكسمبورغ |
| ----------- | ----------------------------------------- | ------------------ | ---------------------- |
|             | وكالة الفضاء الأوروبية                    | 30 أكتوبر 1980     | ?                      |
|             | بنك التنمية الآسيوي                       | 1970               | 2003                   |
|             | الاتحاد الأوروبي                          | 25 مارس 1957       | 25 مارس 1957           |
|             | وكالة ضمان الاستثمار متعدد الأطراف        | 28 ديسمبر 1989     | 29 أغسطس 1991          |
|             | منظمة التعاون الاقتصادي والتنمية          | 7 أغسطس 1961       | ?                      |
|             | الأمم المتحدة                             | 24 أكتوبر 1945     | 24 أكتوبر 1945         |
|             | الوكالة الدولية للطاقة                    | ?                  | ?                      |
|             | الفريق المعني برصد الأرض                  | ?                  | ?                      |
|             | مركز تنسيق الحركة في أوروبا ‏              | ?                  | ?                      |
|             | منظمة حظر الأسلحة الكيميائية              | ?                  | ?                      |
|             | European Air Transport Command ‏           | 1 يوليو 2010       | ?                      |
|             | منظمة التجارة العالمية                    | 1995               | ?                      |
|             | منظمة الشرطة الجنائية الدولية             | ?                  | ?                      |
|             | البنك الإفريقي للتنمية                    | ?                  | ?                      |
|             | منظمة الأمن والتعاون في أوروبا            | 25 يونيو 1973      | 25 يونيو 1973          |
|             | مؤسسة التنمية الدولية                     | 30 ديسمبر 1960     | 4 يونيو 1964           |
|             | حلف شمال الأطلسي                          | 4 أبريل 1949       | 4 أبريل 1949           |
|             | نظام تحكم تكنولوجيا القذائف               | 1987               | 1990                   |
|             | يونسكو                                    | 4 نوفمبر 1946      | 27 أكتوبر 1947         |
|             | مجلس أوروبا                               | 5 مايو 1949        | ?                      |
|             | اتحاد المدفوعات الأوروبي ‏                 | ?                  | ?                      |
|             | الاتحاد البريدي العالمي                   | ?                  | ?                      |
|             | البنك الدولي للإنشاء والتعمير             | 27 ديسمبر 1945     | 27 ديسمبر 1945         |
|             | اتفاقية السماوات المفتوحة                 | ?                  | ?                      |
|             | الاتحاد الدولي للاتصالات                  | 1866               | 2 مارس 1866            |
|             | مؤسسة التمويل الدولية                     | 20 يوليو 1956      | 4 أكتوبر 1956          |
|             | المنظمة الأوروبية لسلامة الملاحة الجوية   | 1960               | 1960                   |
|             | المركز الدولي لتسوية المنازعات الاستشارية | 20 سبتمبر 1967     | 29 أغسطس 1970          |
|             | مجموعة أستراليا                           | 1985               | 1985                   |
|             | مجموعة الموردين النوويين                  | ?                  | ?                      |

## أعلام
هذه قائمة لبعض الشخصيات التي تربطها علاقات بالبلدين:
- آن جوزاف ترواين دو ميريكور (13 أغسطس 1762[27][28] – 23 يونيو 1817[28])
- بون من بوهيميا (20 مايو 1315 – 11 سبتمبر 1349)
- جول هوفمان (2 أغسطس 1941[29] – )
- جوليان داروي (لاعب كرة قدم فرنسي، 16 فبراير 1916 – 13 ديسمبر 1987)
- جون الأول، دوق برابانت (1252 – 3 مايو 1294)
- جوناثان جوبير (لاعب كرة قدم، 12 سبتمبر 1979[30] – )
- شارل الخامس ملك فرنسا (21 يناير 1338 – 16 سبتمبر 1380)
- غبريال ليبمان (فيزيائي فرنسي، 16 أغسطس 1845[31][32][33] – 13 يوليو 1921[31][33][34])
- كزافييه بيتل (سياسي لوكسمبورغي، 3 مارس 1973 – )
- ماري دي لوكسمبورغ، ملكة فرنسا (1305 – 26 مارس 1324)
- ماكسيم شانوت (لاعب كرة قدم لوكسمبورغي، 21 نوفمبر 1989[35] – )
- هنري السابع (12 يوليو 1275 – 24 أغسطس 1313)
- هنري السادس، كونت لوكسمبورغ (1240 – 5 يونيو 1288)

## وصلات خارجية
- موقع وزارة الخارجية الفرنسية
- موقع وزارة الخارجية اللوكسمبورغية